# Kazimierzów (powiat bełchatowski)
Kazimierzów – wieś w Polsce położona w województwie łódzkim, w powiecie bełchatowskim, w gminie Drużbice.
Powstała w XIX wieku jako kolonia włościańska. W drugiej połowie XIX wieku liczyła 19 domów i 215 mieszkańców.
W latach 1975–1998 miejscowość należała administracyjnie do województwa piotrkowskiego.